# Susan Abulhawa

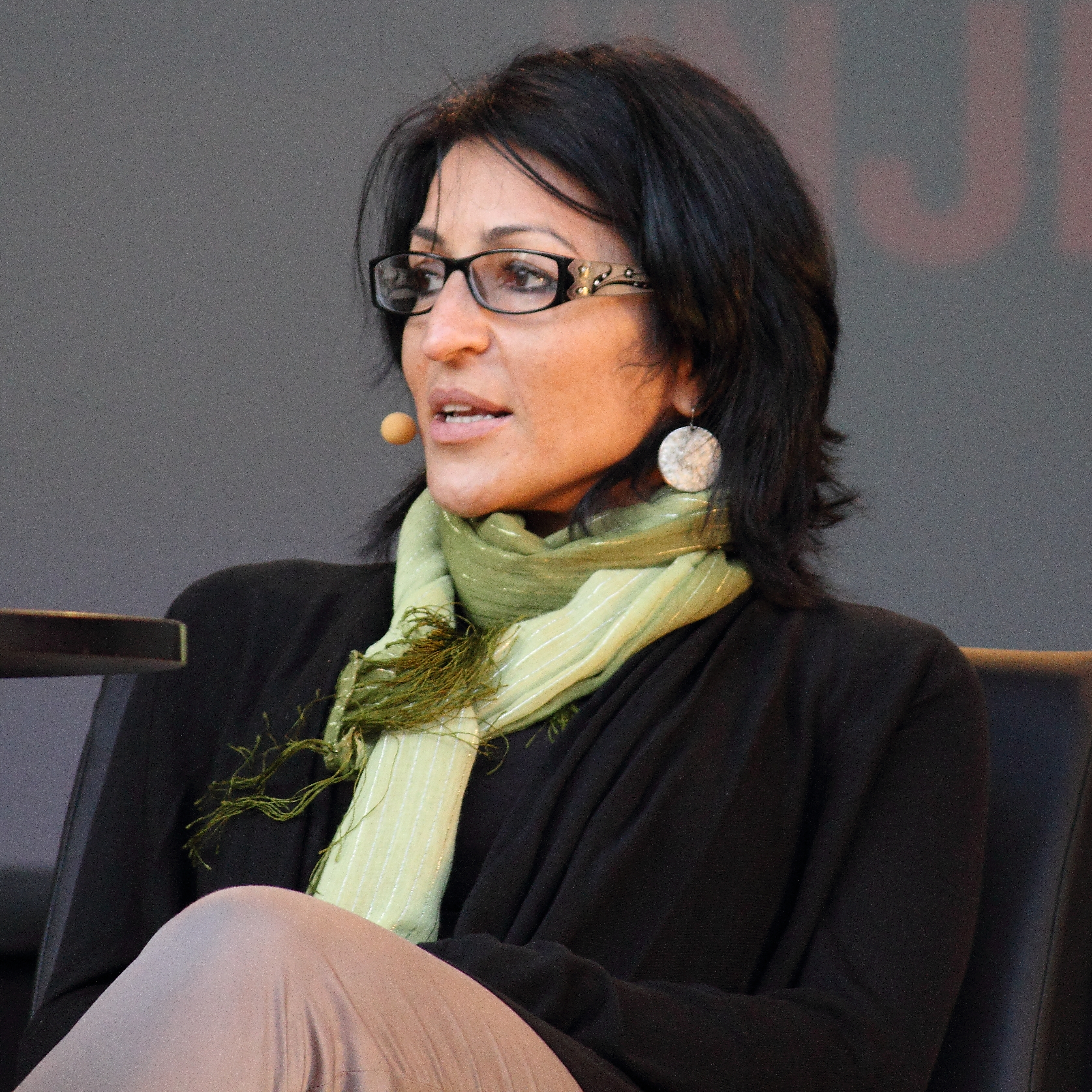
Susan Abulhawa

Susan Abulhawa (arabiska: سوزان أبو الهوى), född 3 juni 1970 i Kuwait, är en palestinsk-amerikansk författare och människorättsaktivist. 
Susan Abulhawas föräldrar föddes i At-Tur i Jerusalem och blev flyktingar efter Sexdagarskriget 1967. Fadern utvisades enligt egen utsaga med våld och henner mor, som utbildade sig i Tyskland, tilläts inte att återvända, varför föräldrarna återförenades i Jordanien, innan de flyttade till Kuwait. Susan Abulhawa sändes under tidiga år för att bo hos en morbror i USA, där hon var till fem års ålder. Därefter vistades hon hos släktingar i Jordanien och Kuwait tills hon blev tio år, vartefter hon kom till Jerusalem och till slut hamnade på ett hem för föräldralösa barn. Vid tretton års ålder skickades hon till Charlotte, North Carolina i USA, där hon växte upp i ett fosterhem.
Hon tog kandidatexamen i biomedicin på University of South Carolina och en magisterexamen i neurovetenskap på samma utbildningsanstalt. Senare övergick hon till journalism och romanskrivande. 
Hon har grundat den ideella organisationen Playgrounds for Palestine, en organisation som kämpar för palestinska barns rätt att leka på ockuperad mark.
Hon bor i Yardley i Pennsylvania i USA.